# آلفا رومئو ۹۰

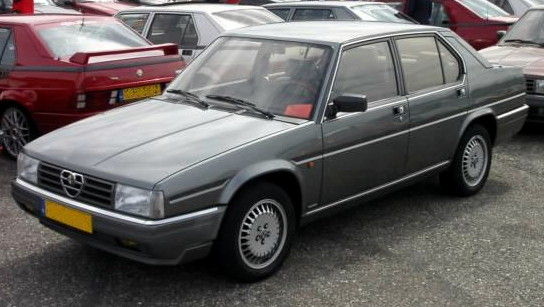

آلفارومئو ۹۰ (Alfa Romeo ۹۰) خودرویی است که در سال‌های ۱۹۸۴–۱۹۸۷در میلان و ایتالیا تولید شده‌است. طراحی آن خودروهای موتور جلو-محور عقب بوده طول آن در حالت طبیعی ۴٬۳۹۰ میلیمتر (۱۷۲٫۸ اینچ)، عرض آن در حالت طبیعی ۱٬۶۴۰ میلیمتر (۶۴٫۶ اینچ) و ارتفاع آن در حالت طبیعی ۱٬۴۲۰ میلیمتر (۵۵٫۹ اینچ) و وزن آن در حالت طبیعی ۱٬۰۸۰–۱٬۲۵۰ کیلوگرم (۲٬۳۸۰–۲٬۷۶۰ پوند) است. سیستم جعبه‌دندهٔ آن ۵ دنده به صورت دستی است.